# ناثان لي جونز
ناثان لي جونز (بالإنجليزية: Nathan Leigh Jones)‏ هو عازف بيانو ومغني وكاتب أغاني أسترالي، ولد في 6 أبريل 1981 في أديلايد في أستراليا.